# Illusion (chanson de Dua Lipa)
Pour les articles homonymes, voir Illusion (homonymie).
Singles de Dua Lipa
Training Season
(2024)
Clip vidéo
[vidéo] « Illusion », sur YouTube
Illusion est une chanson de l'autrice-compositrice-interprète britannico-albanaise Dua Lipa. Écrite par la chanteuse elle-même, avec l'aide de Caroline Ailin, Kevin Parker, Danny L Harle et Tobias Jesso Jr., elle est publiée le 11 avril 2024 comme troisième single de son album studio Radical Optimism, paru le 3 mai 2024 sous le label Warner Records.

## Historique

### Écriture et enregistrement
En juillet 2022, Dua Lipa rencontre le musicien multiinstrumentiste Kevin Parker, qu'elle réunit à Londres avec la chanteuse Caroline Ailin, l'auteur Danny L Harle et le compositeur Tobias Jesso Jr.. « J’étais très nerveuse parce que je suis une grande fan de Kevin » déclare t-elle. Illusion fait partie des premiers morceaux composés par le groupe en studio.

## Caractéristiques artistiques
Sur Illusion, Dua Lipa souhaite particulièrement mettre en avant les influences dance-pop et de musique psychédélique, dans un clip tourné dans une piscine à Barcelone et inspiré de la chanson Slow de Kylie Minogue,. À l'instar de Training Season, la chanteuse souhaite véhiculer un sentiment de liberté et d'émancipation : « C’est le plaisir de prendre quelqu’un à son propre jeu parce qu’en fin de compte, vous ne vous ferez pas d’illusion », déclare t-elle,.